# Knochen-Karl

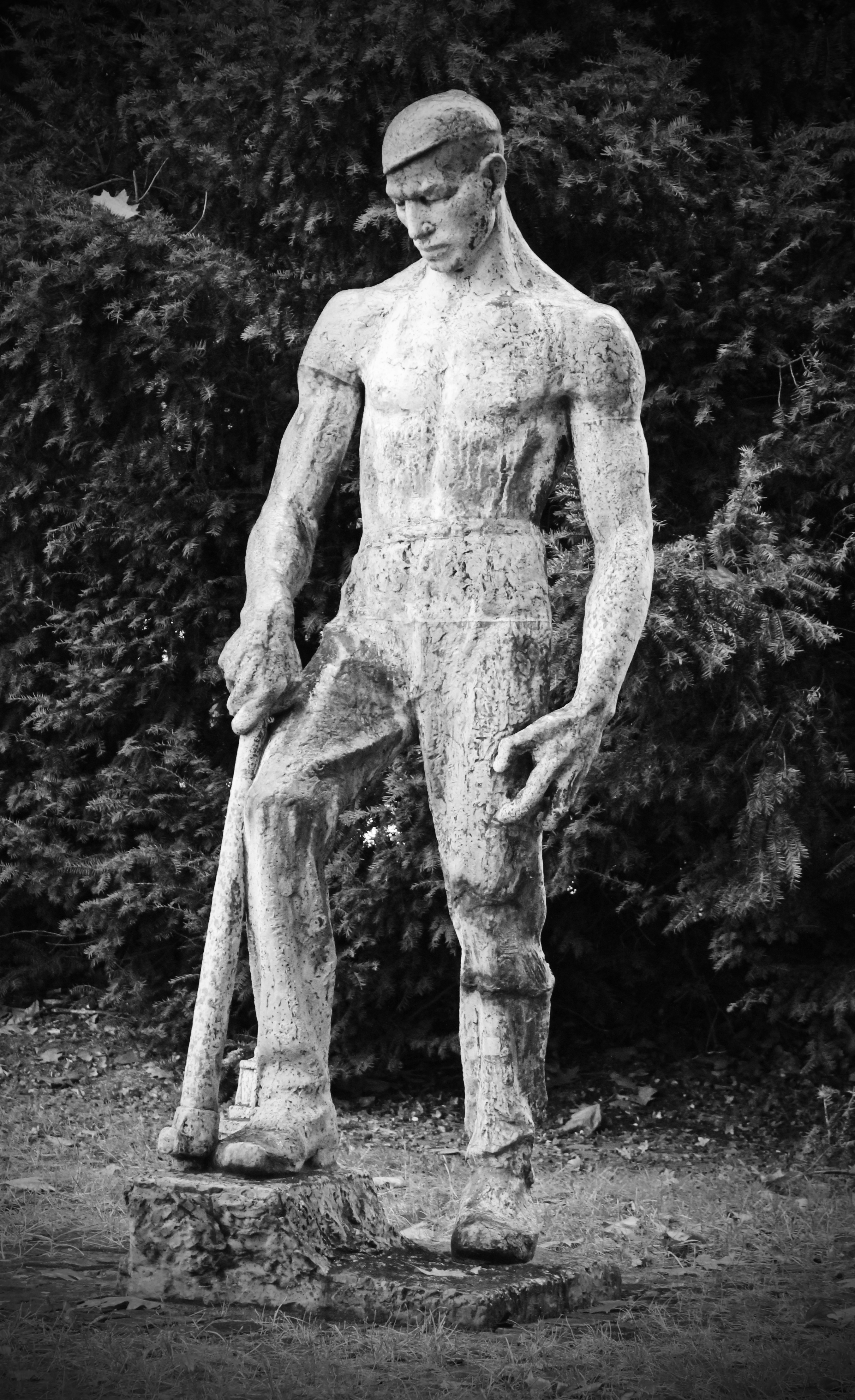
Denkmal „Knochen-Karl“ 2013

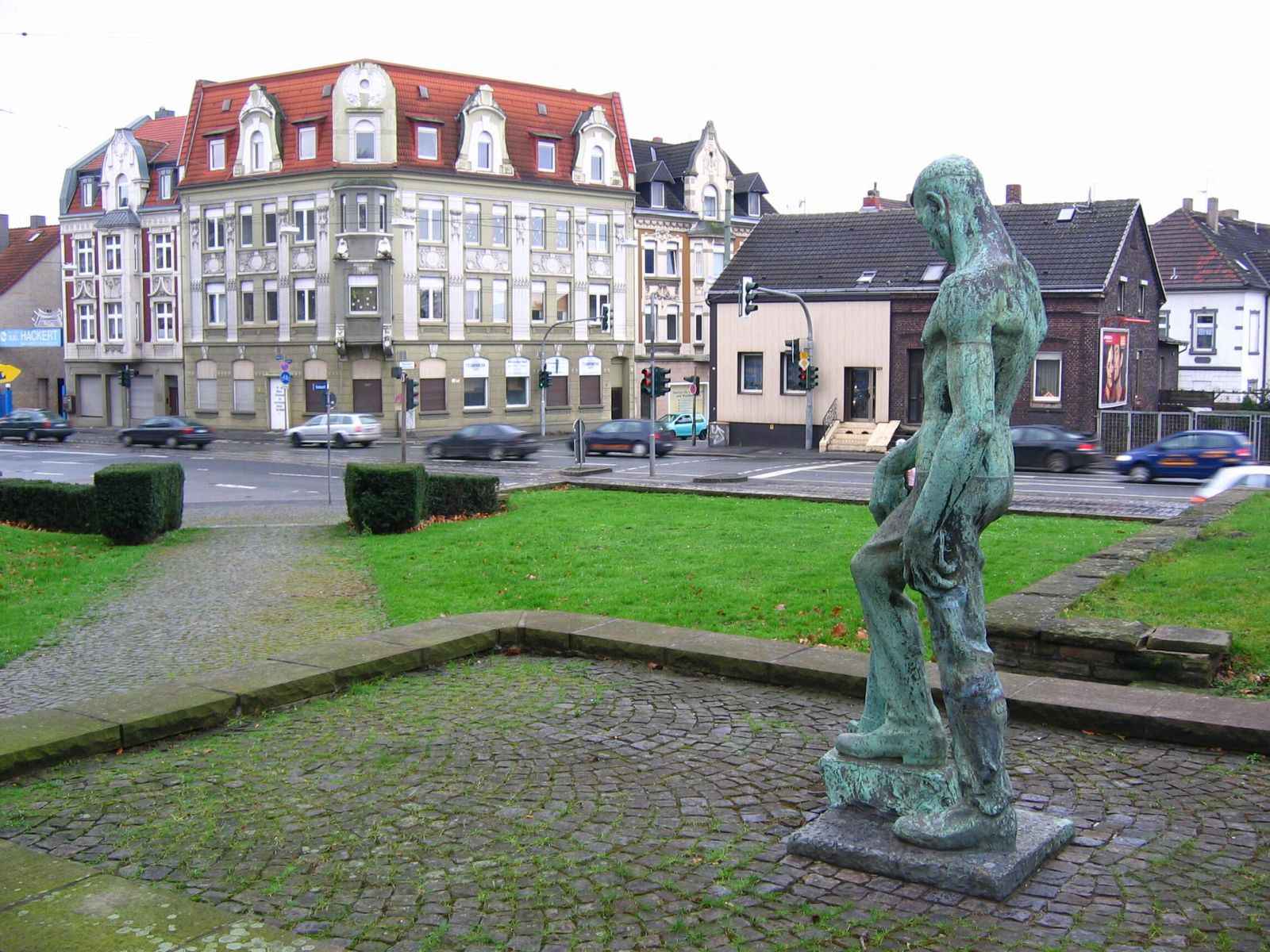
Standort des „Knochen-Karl“ in Bochum-Hofstede 2007

Der sogenannte Knochen-Karl ist ein Mahnmal für die 475 gefallenen Bergarbeiter der Zeche Vereinigte Constantin der Große in der Zeit des Ersten Weltkriegs. Es steht in Bochum-Hofstede.
Das Denkmal wurde 1936 bei dem Essener Folkwanglehrer Joseph Enseling (1886–1957) in Auftrag gegeben. Die Statue wurde im Zentrum einer Ehrenanlage vor einer Wand errichtet. Sie hatte die Inschrift Den im Weltkriege gefallenen Kameraden zum Gedächnis. Die Plastik wurde aus Bronze geschaffen. Modell stand ein Bergarbeiter aus der Belegschaft, Karl Mieling. Mieling (1908–1991) soll den Spitznamen „Knochen-Karl“ gehabt haben. In den zeitgenössischen, vorliegenden, Zeitungsartikeln wird die Figur nicht so genannt.
Die freistehende Bronzeplastik hat eine Höhe von 270 cm. Als eindeutige Attribute sind Spitzhacke und Bergarbeiterlampe dargestellt. Der Bergmann steht mit nackten Oberkörper und hat eine einseitige Anspannung der rechten Körperhälfte, die linke Seite wirkt entspannt. Die übersteigerte Muskulatur signalisiert ein Zupacken bzw. Zuschlagen. Die scheinbar realitätsnahe Abbildung sollte für die Arbeiter, ähnlich wie die Grabanlage für das Schlagwetterunglück von 1936 von Wilhelm Wulff auf dem Friedhof in Bochum-Hamme, die formal und inhaltlich überhöhte Darstellung nahe bringen.
Am 1. August 1937 wurde das Denkmal an der Verwaltung der Zeche Constantin an der Herner Straße 234 mit militärischen Ehren eingeweiht. Der Bochumer Anzeiger kommentierte damals: „Dieses Ehrenmal, eine Schöpfung des Professors Enseling in Essen macht durch seine schlichte Größe, seine ausdrucksvolle Symbolik auf jeden Beschauer einen nachhaltigen Eindruck.“
In der Rede zur Einweihung ging auch der Direktor Bergassessor Windmöller auf den Kriegseinsatz, und was dieses für die Arbeitskraft auf der Zeche bedeutete, ein: "Tausende von friedlichen Knappen, die in treuer Pflichterfüllung ihrem Beruf nachgingen, vertauschten freudigen Herzens Schlägel und Eisen mit dem Schwerte, um ihre Heimat, ihre Familien und ihre Arbeitsplätze zu schützen." Weiterhin: "Mehr und mehr mußten die fehlenden Arbeitskräfte durch Kriegsgefangene ersetzt werden, bis schließlich sogar an zahlreichen Arbeitsplätzen die Frauen der unter den Waffen stehenden Arbeitskameraden in opferfreudiger Pflichterfüllung ihrer Arbeitskraft einsetzten (...)" Er sah in den Denkmal "... eine stehe Mahnung zur opferbereiten Pflichterfüllung für Volk und Vaterland (...) auch unter Einsatz des Lebens."
Die Zeitschrift Kunst im Dritten Reich brachte 1938 zum ersten Mal ein Bericht über Arbeiterdenkmäler, darin war auch der Knochen-Karl beschrieben und abgebildet. Der Bochumer Anzeiger widmete in den Artikel Plastischen Kunstwerken in Bochum im Dezember 1940 drei der Denkmäler aus der NS-Zeit, dem Arbeiter vor der Verwaltung der Firma Eickhoff, dem Trauernden an der kleinen Trauerhalle auf dem Hauptfriedhof Bochum sowie den Knochen-Karl besondere Aufmerksamkeit. Die "Bronzefigur des überlebensgroßen Bergmannes ist wie aus dem Leben modelliert, atmet seelische Empfinden." Bemerkenswert ist, das die Figur aus Bronze nicht in Metallsammelaktionen während des Zweiten Weltkrieges eingeschmolzen wurde.
Das Denkmal stand an seiner alten Stelle bis um 1979. Bei dem Abriss der Gebäude der Verwaltung, wahrscheinlich um 1980, ist es entfernt worden und auf ein Gelände der Ruhrkohle Aktiengesellschaft (RAG) gebracht worden.
Der Bergmann Heinz Esken, stellvertretender Vorsitzender des SPD-Ortsvereins Hofstede und Integrationsbeauftragter bei der RAG, entdeckte später die Plastik im Park der ehemaligen Hibernia-Hauptverwaltung in Herne und setzte sich für die Rückkehr ein. Die RAG schenkte 1987 der Stadt Bochum das Denkmal. Es kam im Herbst 1979 unweit des alten Standort zurück nach Bochum. In einer feierlichen Veranstaltung am 7. November 1987 wurde die Rückkehr gefeiert. Mieling selbst, der inzwischen in der Eifel lebte, war als Ehrengast anwesend. Am 14. Oktober 2012 wurde eine Gedenkfeier zum 75-jährigen Jubiläum der Plastik und zum 25-jährigen Jubiläum am neuen Standort abgehalten. Dabei wurde auch eine kleine Gedenktafel durch REVAG e.V. Herne angebracht.
Das Denkmal ist seit dem 23. März 2001 in der Bochumer Denkmalliste unter der Nummer A 522 eingetragen.